# Burnin'
Burnin' é o sexto álbum de estúdio da banda jamaicana de reggae The Wailers. O disco foi gravado entre abril e junho de 1973, nos estúdios Harry J, em Kingston, Jamaica, e nos estúdios Island, em Londres, Inglaterra. O lançamento aconteceu em 19 de outubro do mesmo ano pelas gravadoras Island e Tuff Gong, com aquela ficando responsável pela distribuição internacional e esta última pela distribuição no Caribe. Ficaria marcado como o último álbum do grupo, já que seus três membros fundadores sairiam em carreira solo nos anos seguintes.

## Antecedentes
Após o lançamento de seu álbum anterior, a gravadora pressionou o grupo a já trabalhar no sucessor, buscando lançá-lo o mais rápido possível de modo a aproveitar uma certa "onda favorável" ao reggae internacionalmente. Embora Bunny Wailer tivesse deixado claro que não mais participaria de turnês internacionais após a primeira temporada do grupo na Inglaterra, ele ainda desejava participar das gravações e dos shows locais. Ainda assim, olhando em retrospectiva, fica claro que o grupo estava a caminho do seu fim com as tensões entre os três membros fundadores - especialmente entre Marley e Tosh - atingindo níveis nunca antes vistos.

## Gravação e produção
O álbum foi gravado entre os meses de abril e junho de 1973 nos mesmos estúdios Harry J, em Kingston, na Jamaica, onde o álbum anterior havia sido gravado. Ainda assim, este álbum foi gravado em sessões mais espaçadas porque a banda viajava para cumprir datas da turnê internacional do disco anterior enquanto gravava. Ao final, o disco novamente passou por uma nova mixagem e por overdubs nos estúdios Island, em Londres, na Inglaterra.

## Recepção
| Críticas profissionais | Críticas profissionais |
| Avaliações da crítica  | Avaliações da crítica  |
| Fonte                  | Avaliação              |
| ---------------------- | ---------------------- |
| AllMusic               | [ 3 ]                  |
| Robert Christgau       | A                      |

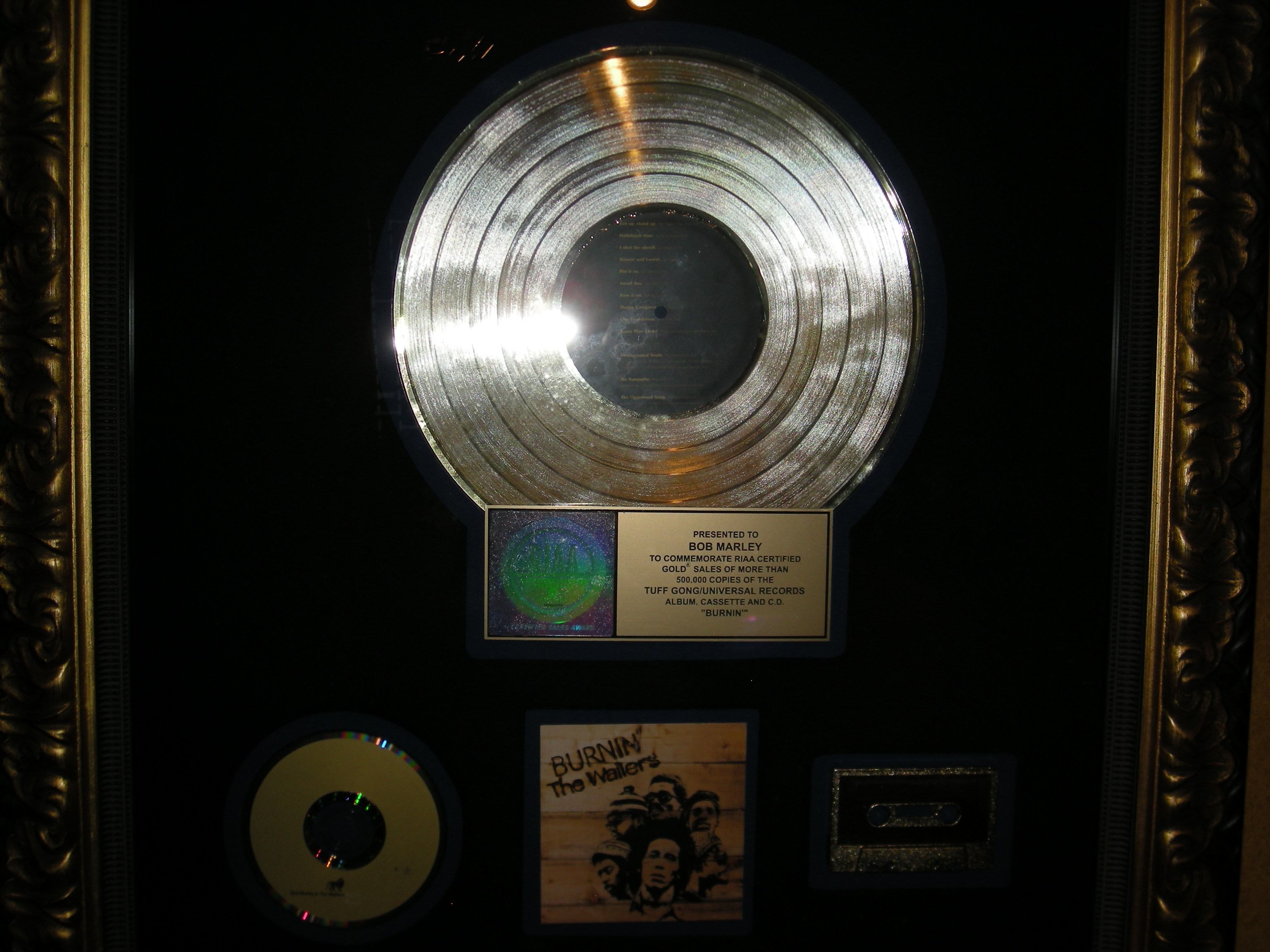
Disco de ouro conferido aos Wailers pelas vendagens do álbum exposto no museu Bob Marley

O álbum vendeu bem e foi elogiado pela crítica especializada na época de seu lançamento. William Ruhlmann, escrevendo para o AllMusic, acentuou como o álbum é um chamado para a violência, especialmente nas faixas "Burnin' and Lootin'" e nos maiores sucessos do disco, "Get Up, Stand Up" e "I Shot the Sheriff". Estas canções, segundo o jornalista, demonstram a natureza desesperadora da vida pobre na Jamaica. Ainda assim, o álbum traz alternativas para a violência na sua mensagem religiosa. Finalmente, ele ressalta como o álbum demonstra o descolamento que Marley ia tendo de seus parceiros, o que, segundo Ruhlmann, fica patente pelo fato de as canções bônus dos relançamentos serem todas de Tosh e Bunny: parte de seus esforços não conseguia entrar no álbum.
Robert Christgau, escrevendo em sua coluna na época, que o disco é, ao mesmo tempo, desconcertante e jubiloso, variando entre o emocionante e despretensioso. Ele toma nota, também, da habilidade de Bob em escrever "propaganda melódica".

## Legado
O álbum foi selecionado na posição 319 entre os 500 maiores álbuns de todos os tempos, segundo a revista Rolling Stone. Também, foi selecionado em 2007 para ser preservado na Biblioteca do Congresso dos Estados Unidos, na seção Registro Nacional de Gravações, por seu significado histórico e artístico.

## Faixas
Lista de faixas dada pela fonte referenciada.
Todas as faixas escritas e compostas por Bob Marley, exceto onde indicado. 
| Lado A |                       |                         |                         |         |  |
| N.º    | Título                | Compositor(es)          | Cantor principal        | Duração |  |
| 1.     | "Get Up, Stand Up"    | Bob Marley / Peter Tosh | Bob Marley e Peter Tosh | 3:15    |  |
| 2.     | "Hallelujah Time"     | Jean Watt               | Bunny Wailer            | 3:27    |  |
| 3.     | "I Shot the Sheriff"  |                         | Bob Marley              | 4:39    |  |
| 4.     | "Burnin' and Lootin'" |                         | Bob Marley              | 4:11    |  |
| 5.     | "Put It On"           |                         | Bob Marley              | 3:58    |  |

| Lado B         |                   |                                                   |                  |         |  |
| N.º            | Título            | Compositor(es)                                    | Cantor principal | Duração |  |
| 1.             | "Smal Axe"        |                                                   | Bob Marley       | 4:00    |  |
| 2.             | "Pass It On"      | Jean Watt                                         | Bunny Wailer     | 3:32    |  |
| 3.             | "Duppy Conqueror" |                                                   | Bob Marley       | 3:44    |  |
| 4.             | "One Foundation"  | Peter Tosh                                        | Peter Tosh       | 3:20    |  |
| 5.             | "Rastaman Chant"  | Folclore / Bob Marley / Bunny Wailer / Peter Tosh | Bob Marley       | 3:43    |  |
| Duração total: | Duração total:    | Duração total:                                    | Duração total:   | 37:49   |  |

| Faixas bônus do relançamento de 2001 |                                                           |                |                  |         |  |
| N.º                                  | Título                                                    | Compositor(es) | Cantor principal | Duração |  |
| 1.                                   | "Reincarnated Souls" (Lado B do single "Concrete Jungle") | Jean Watt      | Bunny Wailer     | 4:01    |  |
| 2.                                   | "No Sympathy"                                             | Peter Tosh     | Peter Tosh       | 3:08    |  |
| 3.                                   | "The Oppressed Song"                                      | Bunny Wailer   | Bunny Wailer     | 3:16    |  |

## Créditos
Créditos dados pela fonte referenciada.

### Músicos
A Banda
- Bob Marley: Voz, vocais e guitarra.
- Bunny Wailer: Voz, vocais e percussão.
- Peter Tosh: Voz, vocais e guitarra.
- Earl Lindo: Teclados.
- Aston Barrett: Baixo.
- Carlton Barrett: Bateria e percussão.

### Ficha técnica
- Produção: Chris Blackwell
- Engenheiros: Phil Brown e Tony Platt
- Fotografia: Ester Anderson
- Direção de arte: Bob Bowkett e Simon Perfitt